# Chico Salmón
Ruthford Eduardo "Chico" Salmón (3 de diciembre de 1940 - 17 de septiembre de 2000) fue un jugador de béisbol profesional panameño. Jugó en las Grandes Ligas de Béisbol como jugador utilitario desde 1964 hasta 1972, sobre todo como miembro del equipo de los Orioles de Baltimore que ganó tres banderines consecutivos de la Liga Americana de 1969 a 1971 y ganó la Serie Mundial en 1970. También jugó para los Indios de Cleveland. 

## Carrera
Salmón se graduó de la escuela secundaria Abel Bravo en Colón, Panamá, donde destacó en béisbol, baloncesto y atletismo. Posteriormente asistió al Colegio Abel Bravo, donde también jugó béisbol. Fue como estudiante universitario que Salmón jugó para el equipo de béisbol panameño durante los Juegos Panamericanos de 1959 en Venezuela. Poco después de jugar en ese torneo, Chico fue contratado por el club Denver de la organización Milwaukee Braves de la Liga de la Costa del Pacífico. Salmón fue seleccionado por los Seattle Pilots en el draft de expansión después de la temporada de 1968, pero fue adquirido por los Orioles por Gene Brabender y Gordon Lund el 31 de marzo de 1969. Salmón no era particularmente conocido por su fildeo. Mientras todavía estaba con el equipo, los Orioles tenían un premio simulado llamado Premio Chico Salmón No Touch "para reconocer la destreza en el campo que tenía toda la destreza de un rinoceronte tejiendo", según Jim Palmer. Sin embargo, era ampliamente conocido por su creencia en fantasmas que le hacían dormir siempre con las luces encendidas. Murió de un infarto el 17 de septiembre de 2000, a la edad de 59 años